# 「うま味」を発見した男
『「うま味」を発見した男』（うまみをはっけんしたおとこ）は、第五の味覚「うま味」（うまみ）を世界で初めて発見した、日本の化学者・池田菊苗の生涯を記した評伝小説である。

## 概要
東京帝国大学理科大学化学科助教授だった池田菊苗は1899年、独逸ライプチヒ大学に留学し、ヴィルヘルム・オストヴァルト教授のもとで物理化学の研究に従事。1年半後、英国ロンドンの王立研究所で研究を続けるため、夏目金之助（漱石）の隣の部屋に下宿する。53日間に及ぶ同宿生活で菊苗と漱石は親交を深めた。この間に菊苗は、ある日は文学論について、ある日は恩師オストヴァルトから直伝の感覚一元論について、またある日は、互いの理想の美人論について、漱石と自由闊達に論じ合った。
ロンドンから帰国後、菊苗は、のちに味の素の共同特許人になる鈴木三郎助との出会いを契機に、うま味成分であるグルタミン酸ソーダの製品化に成功。特許成立後間もない明治41年夏、その試食会が、上野・静養軒と並び称せられた西洋料理の名店、銀座・風月堂の2階で開かれる。昆布の下地とばかり思って高級フランス料理を楽しんだ評論家・天皇料理人といった達人たちの舌が、菊苗が取り出したうま味成分のグルタミン酸ソーダ「味の素」の振りかけにだまされたことに気づくのだった。
本書は、限られた資料に小説的想像力を働かせ、虚と実を綯い合わせ、菊苗の生の全容に科学的精確さを保ちながら精巧に描きあげた、「うま味」を発見した男・池田菊苗の評伝小説である。

## 主な登場人物
池田菊苗（いけだきくなえ,1864-1936）
元治元年、薩摩藩士池田春苗の次男として京都で生まれる。明治14年、家出して上京。明治22年、帝国大学理科大学化学科を卒業し、大学院へ進学。明治29年、帝国大学理科大学化学科の助教授に就任。明治32年独逸ライプツィヒ大学に留学し、ヴィルヘルム・オストヴァルト教授の研究室で物理化学の研究に取り組む。明治34年に英国王立研究所に留学。ロンドン郊外ステラロード5番地の夏目金之助と同じ下宿に住み、親交を深める。帰国後、東京帝国大学教授に就任。そして、甘・辛・酸・苦とは別の第5の味覚を「うま味」と名づけ、研究に着手。「うま味」の正体が、グルタミン酸塩であることを突きとめ、明治41年に「グルタミン酸塩を主成分とせる調味料製造法」と題する特許申請し、同年取得。翌42年、うまみ調味料「味の素」が鈴木製薬所（現在のAJINOMOTO）から発売される。
夏目金之助（なつめきんのすけ,1867-1916）
慶応3年、江戸の牛込馬場下で名主・夏目小兵衛直克の五男として生まれる。明治23年、帝国大学文科大学英文科に入学。明治26年、帝国大学を卒業し、高等師範学校や熊本市の第五高等学校の英語教師などを経て、明治33年、イギリスに留学。日本人留学生で化学者の池田菊苗と53日間に及ぶ同宿生活を過ごし、この間に菊苗と、文学論や哲学論を語り合い、のちに文学を志す大きな刺激となる。明治36年に帰国。東京帝国大学の講師になり、明治38年、夏目漱石の筆名で雑誌『ホトトギス』に処女作「吾輩は猫である」の連載を開始する。
ヴィルヘルム・オストヴァルト（Wilhelm Ostwald,1853-1932）
1853年、ロシア領リガで桶屋の3人兄弟の次男として生まれる。1875年にドルパット大学を卒業し、ドルパット大学やリガ工科大学で教鞭をとった。1887年にライプツィヒ大学教授に就任。日本からの留学生池田菊苗に物理化学の研究を指導した。池田菊苗らと行った「触媒」や「化学平衡」などの研究が認められ、1909年度ノーベル化学賞を受賞した。
エルンスト・マッハ（Ernst Mach,1838-1916）
1838年、オーストリア帝国モラヴィア州生まれの物理学者・哲学者。1864年よりグラーツ大学教授、1867年よりプラハ大学教授として実験物理学の研究に取り組み、1877年に「超音速」に関する論文を発表。1886年に出版した『感覚の分析』では、独自の「要素一元論」を展開した。
櫻井錠二（さくらいじょうじ,1858-1939）
安政5年、加賀藩士櫻井甚太郎の六男として生まれる。明治4年、13歳で大学南校に合格し、明治9年に文部省の国費留学生としてロンドン大学に留学。アレクサンダー・ウィリアムソン教授の指導を受け、物理化学の研究を行った。明治14年に帰国し、翌15年に東京大学理学部教授に就任。池田菊苗などの指導に当たった。また、明治16年に東京化学会会長、明治40年には東京帝国大学理科大学長などを務めた。
池田貞（いけだてい,1873-19??）
池田菊苗の妻。貞は、池田菊苗の恩師櫻井錠二の妻・三の妹である。そのため、池田菊苗は櫻井錠二の義弟でもあった。
三宅秀（みやけひいず,1848-1938）
江戸本所で医師三宅艮斎の長男として生まれる。明治7年に東京医学校長心得となった後、東京大学医学部長、帝国大学医科大学教授、帝国大学医科大学学長、東京大学初の名誉教授などを歴任。明治41年、国定教科書『修身衛生講話』を出版するなど、栄養および衛生の向上に努めた。
村井弦斎（むらいげんさい,1864-1927）
文久3年、三河吉田藩士村井清の子として生まれる。明治4年に一家とともに上京した。明治5年に東京外国語学校に入学したが、健康を害し、東京外国語学校露西亜語科を中退。明治17年20歳で渡米。帰国後、報知新聞客員となり、明治から大正にかけて著述家として活躍した。なかでも報知新聞に連載した『食道楽』は、グルメ小説の先駆けとして空前のベストセラーとなった。人気のグルメ作家となった弦斎は、晩年『食道楽』の印税で神奈川県平塚市に居住し、屋敷の広大な敷地に和洋の野菜畑や果樹園、ニワトリ・ヤギ・ウシの飼育小屋などを構築し、多くの食材を自給自足した。
鈴木三郎助（すずきさぶろうすけ,1868-1931）
慶応3年、相模国三浦郡堀内村の商家鈴木三郎助（初代）の長男として生まれる。明治17年、18歳で2代目三郎助を襲名し、ヨード製造業を営む。明治41年、東京帝国大学の池田菊苗博士が調味料の製造方法を発明したことを知ると、知己を介して池田博士と会見し、池田から特許の実施契約を取り付ける。そして明治42年「味の素」という名で製造販売を開始した。
宮武外骨（みやたけ がいこつ,1867-1955）
慶応3年、讃岐国阿野郡小野村に庄屋宮武家の四男として生まれる。明治14年、上京。17歳の時に幼名の亀四郎の亀が「外骨内肉」の動物であることに因み、戸籍上の本名を「外骨」に改める。反骨精神に富んだ新聞や雑誌を刊行し、政治や権力批判を行ったため、たびたび発禁・差し止め処分を受けた。大正11年、宮武外骨が主催する雑誌『一癖随筆　第2号』に、「『味の素』は青大将」と題する記事を載せ、その反響の大きさに味をしめた外骨は、さらに雑誌『スコブル』に「面白い懸賞」と題して、鈴木商店を騙った偽のパロディ広告を掲載し、当時人気の『味の素』を皮肉った。
芥川龍之介（あくたがわりゅうのすけ,1892-1927）
明治25年、東京市京橋区入船町に牛乳製造販売業を営む新原敏三の長男として生まれる。大正2年、東京帝国大学文科大学英文学科に入学。在学中に菊池寛らとともに同人誌『新思潮』を刊行。大正4年、夏目漱石門下に入る。翌5年『新思潮』に掲載した「鼻」が夏目漱石に絶賛される。
寺田寅彦（てらだ とらひこ,1878-1935）
明治11年、東京市麹町区に高知県士族寺田利正の長男として生まれる。明治29年、熊本の第五高等学校に入学し、英語教師夏目漱石、物理学教師田丸卓郎と出会い、科学と文学を志すきっかけとなる。明治32年、東京帝国大学理科大学に入学。ベルリン大学留学を経て、大正5年、東京帝国大理科大学物理学教授に就任する。昭和8年、池田菊苗の助言を得て、雑誌『科学』（昭和8年2月号）に随筆「自然界の縞模様」を発表する。

## 書誌事項
書名「うま味」を発見した男
副題─ 小説・池田菊苗 ─
著者上山明博
装幀神長文夫
判型四六判
製本上製
頁数342頁
発行所PHP研究所
発行日2011年6月17日